# Luján (miasto)

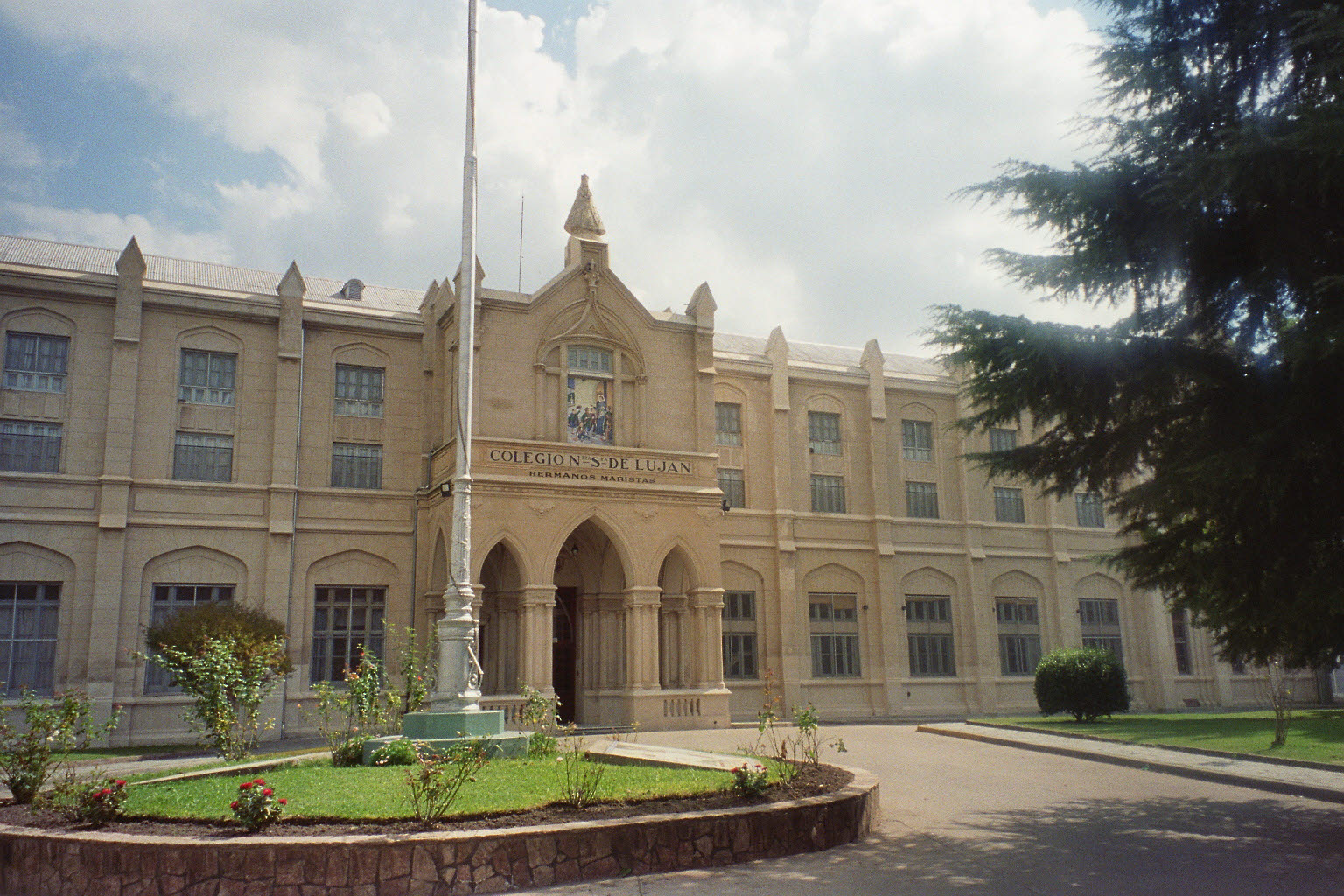
Colegio Marista de Luján

Luján – jest argentyńskim miastem leżącym w prowincji Buenos Aires. Według spisu z roku 2010 miasto liczyło 106 273 mieszkańców. 
Luján jest najbardziej znane z wielkiej neogotyckiej bazyliki Matki Bożej z Luján, patronki Argentyny, do której corocznie przybywa ponad 6 mln pielgrzymów. Kościół został zaprojektowany przez francuskiego architekta Ulderico Courtois. Budowę rozpoczęto w 1889 i zakończono w 1937. Charakterystyczne wieże, dominujące nad płaskim krajobrazem miasta, liczą 106 m. Wewnątrz znajduje się niewielka (38 cm wysokości) figurka Matki Bożej z Luján.
W mieście rozwinął się przemysł spożywczy, włókienniczy oraz rzemieślniczy.
Miasto jest również siedzibą kompleksu muzealnego Enrique Udaondo, obejmującego m.in. ekspozycję codziennego życia w czasach kolonialnych w dawnym domu Wicekróla, zabytkowy ratusz, muzeum transportu mieszczące m.in. hydroplan, którym dokonano pierwszego przelotu między Argentyną a Hiszpanią w 1925 oraz pierwszą argentyńską lokomotywę parową, a także cele więzienne, w których przetrzymywano m.in. w 1806 brytyjskiego pułkownika (wówczas) Williama Beresforda oraz w 1810 Cornelio Saavedra, prezydenta pierwszego Zgromadzenia Narodowego Argentyny.
W mieście działa klub piłkarski Luján.